# Mszana Dolna (gmina wiejska)
Mszana Dolna (1934–1952 gmina Mszana Dolna II) – gmina wiejska w Polsce położona w województwie małopolskim, w powiecie limanowskim. W latach 1975–1998 gmina położona była w województwie nowosądeckim. Z gminy Mszana Dolna, z Kasiny Wielkiej pochodzi biegaczka narciarska, Justyna Kowalczyk.
Siedziba gminy to Mszana Dolna.
Według danych z 30 czerwca 2004 gminę zamieszkiwało 16 358 osób.

## Powstanie gminy
26 kwietnia 1991 r. Rada Miasta i Gminy Mszana Dolna po przeprowadzonych konsultacjach z mieszkańcami podjęła decyzję o przyjęciu uchwały o rozdzieleniu do tej pory wspólnych organów Miasta i gminy, na to miejsce utworzono miasto Mszana Dolna i gminę Mszana Dolna. Gmina miejska miała objąć teren Mszany Dolnej a gmina wiejska teren 9 wsi wchodzących w skład likwidowanego organu. Po rozpatrzeniu ów wniosku Rada Ministrów rozporządzeniem z dnia 26 września 1991 roku dokonała podziału Miasta i Gminy Mszana Dolna na dwie odrębne jednostki 1 stycznia 1992 r.

## Struktura powierzchni
Według danych z roku 2002 gmina Mszana Dolna ma obszar 169,83 km², w tym:
- użytki rolne: 50%
- użytki leśne: 45%

Gmina stanowi 17,84% powierzchni powiatu.

## Ludność

### Demografia
Dane z 30 czerwca 2004:
| Opis                              | Ogółem | Ogółem | Kobiety | Kobiety | Mężczyźni | Mężczyźni |
| --------------------------------- | ------ | ------ | ------- | ------- | --------- | --------- |
| jednostka                         | osób   | %      | osób    | %       | osób      | %         |
| populacja                         | 16 358 | 100    | 7954    | 48,6    | 8404      | 51,4      |
| gęstość zaludnienia (mieszk./km²) | 96,3   | 96,3   | 46,8    | 46,8    | 49,5      | 49,5      |

- Piramida wieku mieszkańców gminy Mszana Dolna w 2014 roku[1].

## Religia[7]
- Parafia św. Marii Magdaleny w Kasinie Wielkiej
- Parafia Nawiedzenia Najświętszej Maryi Panny w Kasince Małej
- Kaplica na Zagródcu
- Parafia św. Józefa Oblubieńca w Lubomierzu
- Parafia św. Jana Chrzciciela w Olszówce
- Parafia Matki Bożej Królowej Polski w Łętowem
- Kaplica w Łostówce
- Parafia Matki Bożej Nieustającej Pomocy w Mszanie Górnej
- Parafia św. Józefa Rzemieślnika w Rabie Niżnej
- Rektorat Najświętszego Serca Pana Jezusa w Glisnem

## Wójtowie[8]
- Edward Liszka – 1990  (Burmistrz Miasta i Gminy Mszana Dolna)
- Antoni Róg – 1990–1992  (Burmistrz Miasta i Gminy Mszana Dolna)
- Stanisław Potaczek – 1992–2002
- Tadeusz Patalita – 2002–2006 oraz 2006–2010 (2 kadencje)
- Bolesław Żaba – 2010–2014, 2014–2018, 2018–2024 (3 kadencje)

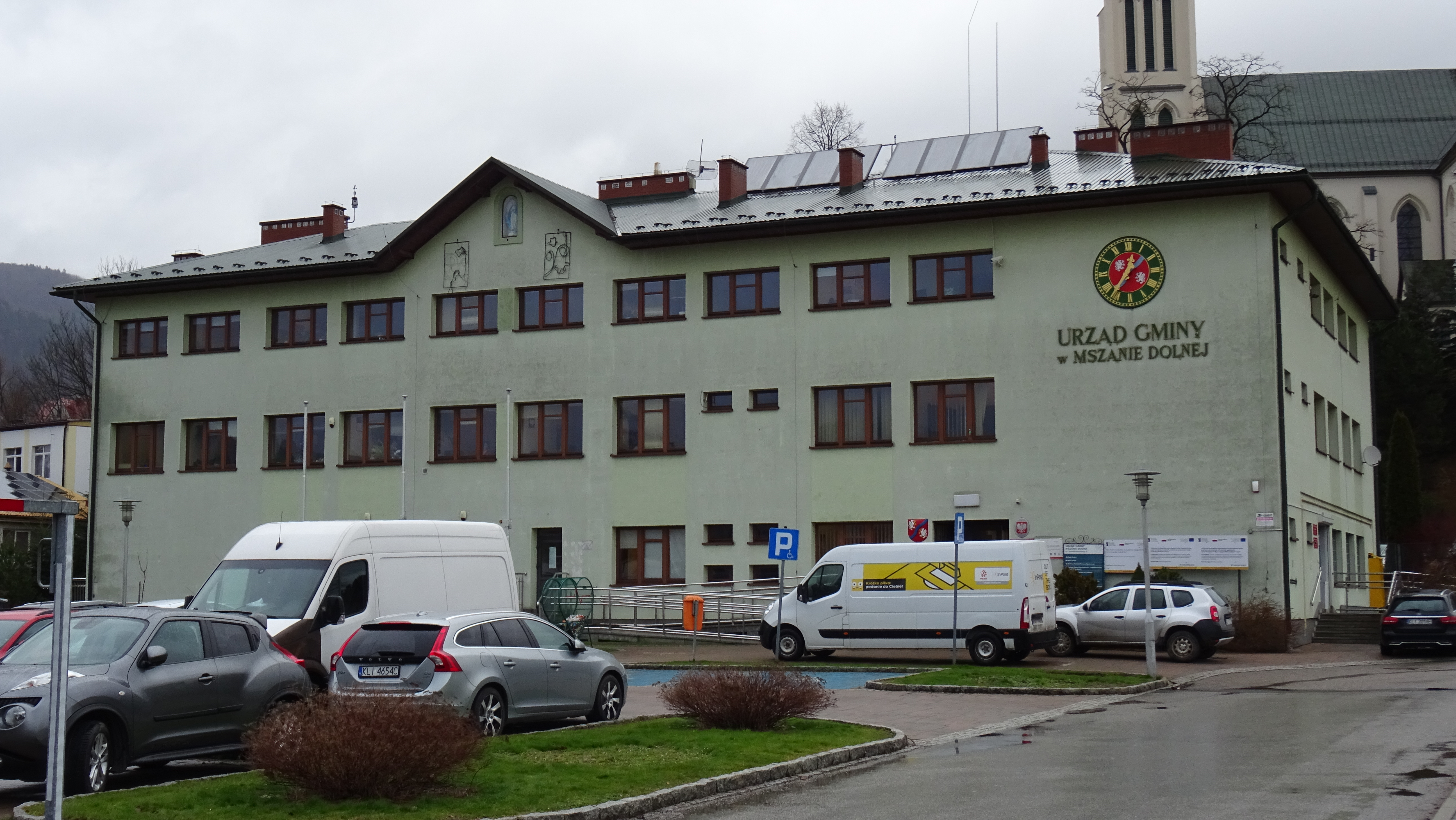
Urząd Gminy Mszana Dolna przy ul. Spadochroniarzy w Mszanie Dolnej

- Mirosław Cichorz – od 2024

## Współpraca międzynarodowa
Miasta i gminy partnerskie:
- Lubomierz, Polska (05.07.2009)[9]
- Žakovce, Słowacja (03.05.2008)[10]
- Margonin, Polska (14.09.2007)[11]
- Gródek, Ukraina (20.05.2002)[12]

## Sołectwa
Glisne, Kasinka Mała (sołectwa:Kasina Mała-Dolna Wieś i Kasina Mała-Górna Wieś), Kasina Wielka (sołectwa: Kasina Wielka-Kasina Dolna i Kasina Wielka-Kasina Górna), Lubomierz, Łętowe, Łostówka, Mszana Górna, Olszówka, Raba Niżna.

## Sąsiednie gminy
Dobra, Kamienica, Szczawa, Lubień, Mszana Dolna (miasto), Niedźwiedź, Pcim, Rabka-Zdrój, Wiśniowa